# Petrus Abresch
Petrus Abresch (Middelburg, 26/27 januari 1735 - Groningen, 10/11 december 1812) was een Nederlandse theoloog.

## Leven en werk
Abresch, zoon van Friedrich Ludwig Abresch en Rebekka Trouillart, studeerde talen en theologie in Groningen vanaf 1752 en in Utrecht in 1756 waar hij promoveerde op 6 augustus 1756. Hij werd in 1758 predikant te Ingen. 
Hij was hoogleraar in Groningen van 1773 tot 1812 en driemaal rector magnificus.

## Publicaties (selectie)
- De vexationibus Christianorum sub imperatoribus. Groningen, 1776
- Bedenkingen over ’s Heilands verzoeking in de woestijn. Utrecht, 1765
- Paraphrasis et annotationum in epistolam ad Hebraeos specimen I, II en III (Leiden 1786–90) IV ed. Heringa (Utrecht, 1817)

## Weblink
- Abresch in de dbnl